# Julia de manumissionibus
Julia de manumissionibuis va ser una llei romana establerta per August que permetia que quan l'emperador volia donar la manumissió a un esclau només ho havia d'ordenar i no havia de respectar cap de les condicions fixades legalment. També indicava l'edat del manumissor i la del manumitit.